# Martijn Tusveld
Martijn Tusveld (9 de septiembre de 1993) es un ciclista profesional neerlandés que desde 2025 corre para el equipo BEAT Cycling Club.

## Palmarés
2016
- 1 etapa de la Istrian Spring Trophy

## Resultados en Grandes Vueltas y Campeonatos del Mundo
| Carrera         | Carrera         | 2012 | 2013 | 2014 | 2015 | 2016 | 2017 | 2018 | 2019 | 2020 | 2021 | 2022 | 2023 | 2024 |
| --------------- | --------------- | ---- | ---- | ---- | ---- | ---- | ---- | ---- | ---- | ---- | ---- | ---- | ---- | ---- |
|                 | Giro de Italia  | —    | —    | —    | —    | —    | —    | —    | —    | 26.º | —    | 43.º | Ab.  | —    |
|                 | Tour de Francia | —    | —    | —    | —    | —    | —    | —    | —    | —    | —    | 63.º | —    | —    |
|                 | Vuelta a España | —    | —    | —    | —    | —    | —    | 80.º | 26.º | —    | 34.º | —    | —    | 63.º |
| Mundial en Ruta | Mundial en Ruta | —    | —    | —    | —    | —    | —    | —    | —    | 68.º | —    | —    | —    | —    |

—: no participa

Ab.: abandono